# Klevener de Heiligenstein
La AOC Klevener de Heiligenstein es un vino con denominación de origen dentro de los AOC Alsace. Esta denominación se hace con uvas savagnin de piel rosa (savagnin rose), una variedad de la familia traminer, pero que es menos aromática que la gewürztraminer, que está ampliamente plantada en Alsacia. 
Se realiza con la uva Klevener de Heiligenstein. Puesto que la mayor parte del vino alsaciano es varietal y así se etiqueta, es una confusión habitual creer que "Klevener de Heiligenstein" es una variedad local. Erhard Wantz, alcalde de la villa de Heiligenstein (Bajo Rin, Francia), trajo esta vid en torno a 1740. Los ampelógrafos creen que los esquejes que Wantz trajo consigo eran originarios de viñedos plantados en los Alpes Italianos, cerca de Chiavenna en Lombardía. En 1971, la región Klevener de Heiligenstein obtuvo el reconocimiento AOC. Como una denominación local, Klevener de Heiligenstein es única entre las AOC de vino francés puesto que los límites exactos del viñedo son estrictamente definidos en las normas y en que la uva savagnin rose grape está exclusivamente confinada a Heiligenstein y unas pocas áreas ausladas de los pueblos de alrededor.
La denominación puede permitirse para viñedos que existen en los pueblos de Bourgheim, Gertwiller, Goxwiller, Heiligenstein y Obernai. Sin embargo, el tipo de vino y la correspondiente variedad está planeado que desaparezcan poco a poco de Alsacia. Bajo las actuales normas de la denominación, la denominación puede usarse hasta 2021 para viñedos que existan, y no se permite replantar savagnin rose.

## Parentesco con gewürztraminer

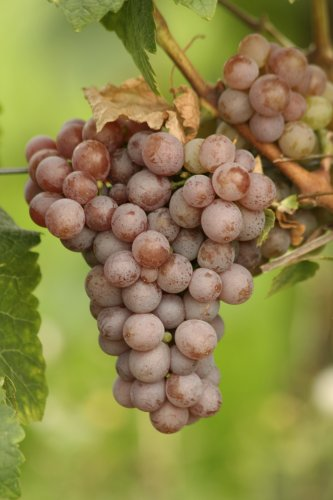
Uvas gewürztraminer. Las uvas savagnin rose son casi indistinguibles excepto por cierta cualidad traslúcida de la piel que aparece justo antes de la veraison.

Es una cepa nacida de la antigua traminer o de savagnin rose. Tiene más cuerpo que la gewürztraminer pero tiene un buqué más sutil y un gusto a terruño más pronunciado. Las vides de la variedad savagnin rose plantadas en Alsacia tienen sorprendentes similitudes, morfológicamente, con las vides gewürztraminer y son casi indistinguibles al ser examinadas. Fuera del análisis de ADN y análisis del vino que esas uvas producen, la única diferencia reconocibles es que justo antes de la veraison las uvas de savagnin rose se vuelven casi traslúcidas mientras que las pieles de las uvas gewürztraminer son más opacas. Mientras que gewürztraminer estaba presente en Alsacia desde la Edad Media, la introducción en el siglo XVIII de la savagnin rose causó cierta confusión entre los viñadores respecto a qué variedad tenían plantada. La manera más obvia de diferenciarlas era comparando el tipo de vinos que cada una produce siendo el gewürztraminer mucho más aromático. Hasta los años 1970, los vinateros etiquetarían los vinos de mejor calidad como "Gewürztraminer" y los de calidad inferior como "Traminer" o "Klevener de Heiligenstein", con independencia de la composición final del vino, gewürztraminer, savagnin rose o traminer. En 1973, el uso de los nombres traminer y savagnin rose fue descartado en las etiquetas de vino alsaciano. Debido a las significativas plantaciones de savagnin rose en Heiligenstein y los pueblos de alrededor, el estilo de vino de "Klevener de Heiligenstein" obtuvo un periodo de gracia para el uso de tal nombre.

## Estilo de vino
Klevener de Heiligenstein tiene algún parecido con los vinos hechos con la uva que es su pariente, la gewürztraminer. Ambas pueden producir vinos secos con un gusto ligeramente especiado que tiene potencial para envejecer bien, especialmente en añadas favorables. Es menos aromático que gewürztraminer con mayor acidez e inferior graduación alcohólica. Algunos estilos pueden mostrar un ligero gusto mantecoso. Fuera de las añadas excepcionales, Klevener de Heiligenstein típicamente tiene delicados sabores frutales que comienzan a desvanecerse después de 2-4 años. El vino no debe confundirse con otros vinos hechos con llamadas klevner, como pinot blanc que es frecuentemente llamada Klevner en Alsacia.